# John Dewar & Sons
John Dewar & Sons (в переводе с англ. — «Джон Дюар и сыновья») — шотландское предприятие по производству шотландского виски (скотча) под брендом Dewar’s. Принадлежит компании Bacardi.
Основано в 1846 году Джоном Дюаром (англ. John Dewar & Sons) в городе Перт (англ. Perth), Шотландия.

## История

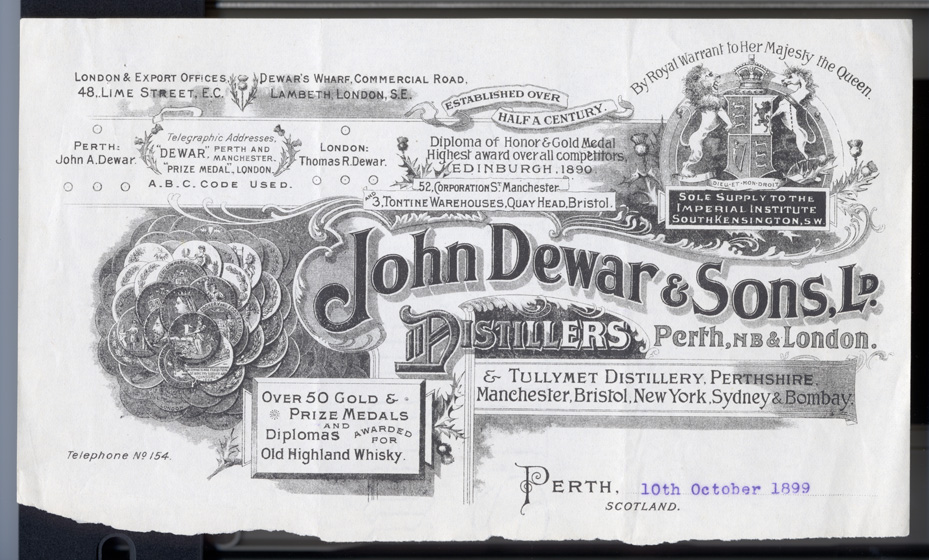
Этикетка виски Dewar’s в 1899 году

- В 1805 году в шотландской деревне Дол (англ. Dull) недалеко от Аберфелди (англ. Aberfeldy) родился основатель компании Джон Дюар.
- В 1828 году Джон переезжает в Перт, чтобы работать в винной лавке своего дяди — Алекса Макдональда.
- В 1837 году он становится партнёром дяди, образуется компания «Макдональд и Дюар».
- В 1846 году он начинает собственную торговлю спиртными напитками, став первым кто стал смешивать различные сорта виски и продавать их в стеклянных бутылках со своим именем, открыв 15 марта магазин в доме № 111 по улице Хай Стрит в Перте.
- В 1871 один из десяти детей Джона Дюара — Джон Александр Дюар (англ. John A Dewar) начинает работать в фирме своего отца
- В 1879 Джон Александр в возрасте 23 лет становится партнёром в фирме своего отца.
- В 1880 году умирает Джон Дюар—старший и Джон Александр наследует бизнес отца.
- В 1884 году 20-летний брат Томми Дюарс присоединяется к семейному бизнесу.
- В 1885 году Томми отправляется в Лондон продвигать продукцию семейного предприятия.
- В 1886 году Dewar’s получает первую медаль за купажированное виски на международной выставке в Эдинбурге. Томми становится партнёром своего брата доказав свои способности продавца виски.
- В 1888 году компания «John Dewar & Sons» становится поставщиком кейтеринговой компании «Spiers and Pond», среди клиентов которой были железные дороги, гостиницы и концертные залы.
- В 1891 году стальной магнат Эндрю Карнеги попросил «John Dewar & Sons» отправить «небольшой бочонок — 9 или 10 галлонов — лучшего шотландского виски, который сможете найти» в подарок Президенту США Бенджамину Гаррисону. Пресса США обвиняла Президента в лоббировании чужих интересов, а в компанию «John Dewar & Sons» посыпались заказы со всех концов США.
- В 1892 году Томас Дюар отправился в двухгодичное путешествие. В ходе путешествия он посетил 26 стран, заключил договоры с 32 новыми торговыми агентами и написал книгу «Путешествие вокруг света» (англ. «Ramble round the globe»).
- В 1893 году Королева Виктория вручила Dewar’s Королевский Патент (англ. Royal Warrant).
- В 1895 году открылся офис Dewar’s в Нью-Йорке.
- В 1898 году для обеспечения растущего спроса на виски Dewar’s открывается винокурня Аберфелди (англ. Aberfeldy. В том же году для виски Dewar’s создаётся первая в мире кинореклама, показ которой состоялся в Нью-Йорке. Во время показа ролик проецировался на крышу здания универмага Macy’s и вызвал остановку уличного движения.
- В 1899 году состоялся выпуск купажа Dewar’s White Label, созданного мастером купажа A. J. Cameron. A. J. Cameron применил новую для того времени технику купажирования, при которой до создания окончательного купажа смешиваются виски одного региона.
- К 1906 году «John Dewar & Sons» открыла свои офисы в Калькутте, Сиднее и Мельбурне.
- В 1908 году в Хэймаркете, Лондон открывается офис компании «Dewar’s House».
- В 1911 году «John Dewar & Sons» установила самый большой знак в Европе. 80-футовая реклама изображала пьющего виски горца.
- В 1915 году «John Dewar & Sons» объединяется с крупной компанией Буханан (англ. Buchanan), производившей популярное виски «Black and White».

Новая фирма получила название «Buchanan-Dewar».
- В период с 1917 по 1919 год бездействует вискикурня Aberfeldy. Это связано с перебоями в поставках ячменя из-за Первой мировой войны.
- В период с 1919 по 1923 год приобретены 6 винокурен в Орде, Паркморе, Палтни, Олтморе (англ. Ord, Parkmore, Pultney, Aultmore).
- В 1925 году «Buchanan’s», «Dewar’s» и «Johnnie Walker» объединяются в «Distillers Company Ltd.»(DCL). Её возглавил сын Джона Александра Дюара — Джон Дюар.

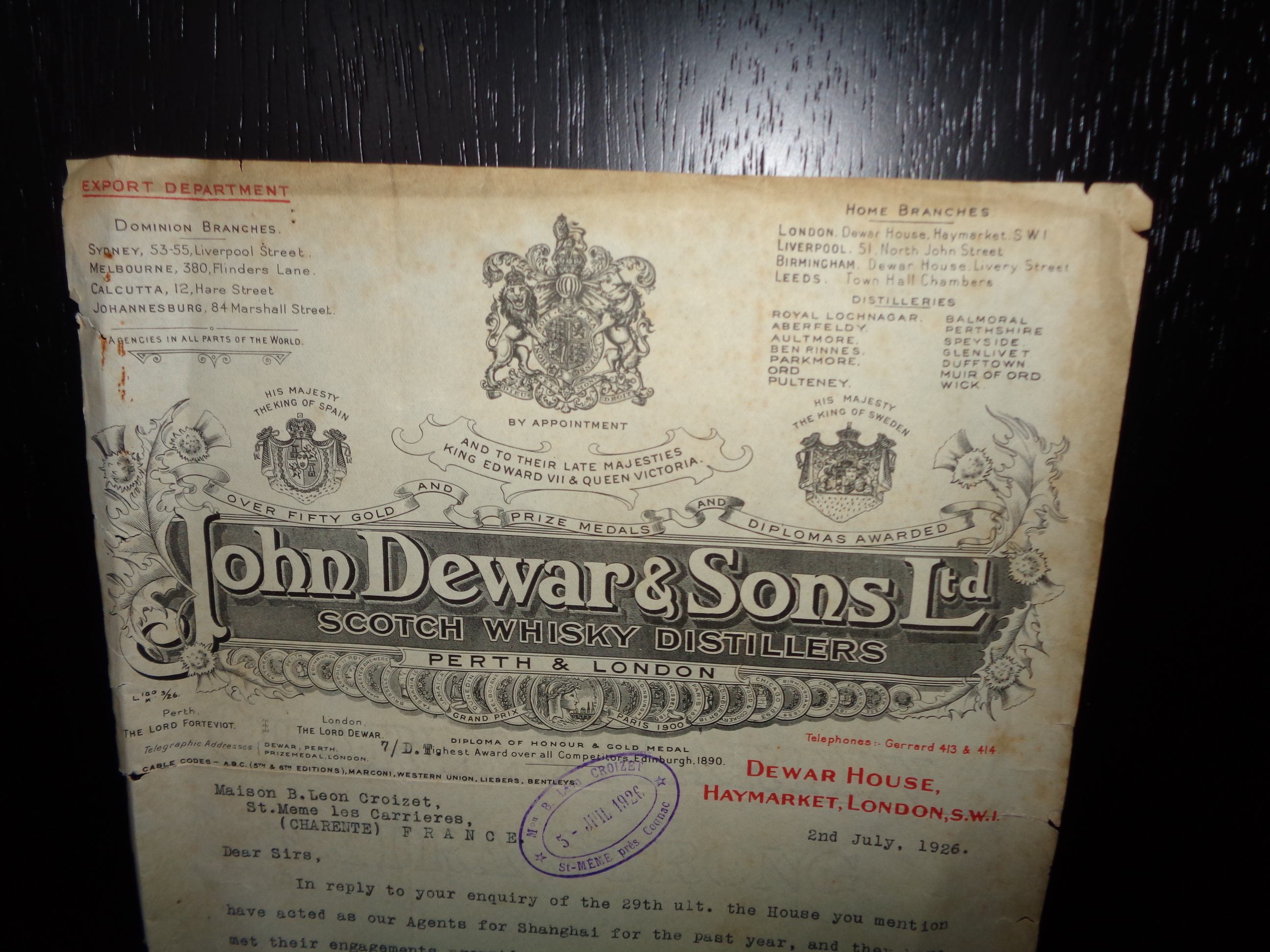
John Dewar & Sons 1926

- В 1927 году снимается первый документальный фильм о производстве виски от ингредиентов и дистиляции до упаковки и отправки. Съёмки фильма происходили на винокурне Аберфелди, в офисе компании в Перте.
- В 1929 году умирает Джон Александр Дюар.
- В 1930 году умирает Томми Дюарс.
- В период Второй мировой войны с 1939 по 1945 год вискикурни закрыты.
- В 1954 году компания переименовывает свой старейший бренд «Victoria VAT» в «Ancestor».
- В 1961 году начинает строительство новых производственных мощностей в Перте.
- В 1966 году компания получает Королевскую Награду за экспортные достижения.
- В 1972 году закончилась модернизация вискикурни Аберфелди. Количество установок выросло с 4 до 8, а перегонных кубов с 2 до 4.

В начале 80-х годов 20 века около 95 % продукции «Dewar’s» экспортировалось, около половины в США. На внутреннем рынке доля виски «Dewar’s» составляла 1-2 %.
- В 1982 году компания закрыла департамент внутреннего маркетинга.
- В 1986 году виски «Dewar’s» становится купажированным шотландским виски № 1 в США.
- Осенью 1986 года наследница «Distillers Company Ltd.» компания «United Distillers» была поглощена «Guinness Beverage Group».
- В 1996 году к 150-летию компании была выпущена специальная бутылка, созданная по дизайну шотландского студента.
- В 1998 году «Guinness Beverage Group» была вынуждена продать марки «Dewar’s» и «Bombay Sapphire» компании «Bacardi & Co» за 1,4 миллиарда долларов США. Стоимость марки «Dewar’s» составила примерно три четверти от общей суммы сделки.
- В 1999 году начался выпуск односолодового виски «Aberfeldy 12». Первоначально этот сорт продавался только на вискикурне.
- В 2000 году компания начала продажи нового сорта купажированного виски «Dewar’s 12». В Глазго запущена новая линия по розливу виски с производительностью 470 бутылок в минуту. Весной открылся новый центр посетителей «Мир виски Dewar’s» на винокурне Аберфелди. В честь этого события была выпущена ограниченная партия виски «Aberfeldy 25». В конце года в одном из доков Шотландии были украдены два контейнера виски «Dewar’s 12», общей стоимостью около 1 миллиона долларов США. После этого компания присоединилась к коалиции производителей спиртного, которая боролась с подобными кражами.
- В 2002 году «Dewar’s» становится спонсором эдинбургского военного парада «Military Tattoo» — самого популярного туристического аттракциона в Шотландии.
- В 2003 году на рынке США дебютировал новый сорт виски «Dewar’s Signature». Продажи в остальном мире начались несколькими годами позже.
- В 2005 году отмечается 200-летие со дня рождения основателя компании — Джона Дюара. На фоне успеха «Dewar’s White Label» и «Dewar’s 12» запускается полная линейка виски «Dewar’s». Она включает в себя: купажированные виски «Dewar’s White Label», «Dewar’s 12», «Dewar’s 18» и «Dewar’s Signature», купажированный солодовый виски «Dewar’s 15» и односолодовые виски «Aberfeldy 12» и «Aberfeldy 21». В этот год виски «Dewar’s» получил 19 наград, подтвердив репутацию самого награждаемого скотча. «Dewar’s 18» получил золотую медаль и титул «Лучший из лучших», а «Aberfeldy 12» золотую медаль и титул «Лучший в классе» от журнала Whisky Magazine’s.

## Продукция
В 1886 году Dewar’s получил медаль на Эдинбургской выставке, получив главный приз. С тех пор виски Dewar’s был награждён более чем 180 медалями и призами на различных выставках.
С 1893 года компания John Dewar & Sons стала поставщиком Британского Королевского Двора. Каждый Британский монарх, начиная с Королевы Виктории награждал John Dewar & Sons Королевским патентом. John Dewar & Sons получал также иностранные Королевские патенты: от Испанского короля Альфонсо XIII в 1907 году, от Кайзера Германии Вильгельма II и короля Швеции Густава V в 1909.
В настоящее время Dewar’s является самым продаваемым смешанным шотландским виски в США и занимает пятое место по объёму продаж среди брендов в мире.

### Dewar’s White Label
Купажированный виски крепостью 40 %, созданный мастером купажа фирмы John Dewar & Sons А.Дж. Камероном (A.J.Cameron) в 1899. Купаж состоит из более чем 40 односолодовых и зерновых шотландских виски. Основу купажа составляет односолодовый виски Aberfeldy.
Награды:
- 2007 год — Серебряная медаль International Wine and Spirits Competition
- 2006 год — Золотая медаль Monde Selection, Брюссель, Бронзовая медаль International Wine and Spirits Competition, Бронзовая медаль International Spirits Challenge
- 2005 год — Золотая медаль Monde Selection, Брюссель, Серебряная медаль International Wine and Spirits Competition, Бронзовая медаль International Spirits Challenge, Бронзовая медаль San Francisco World Spirits Competetion
- 2004 год — 4-е место в купажированном скотче Scottish Field Whisky Merchant Challenge, Хрустальный приз и лучший купаж «Винная карта», Россия,

Серебряная медаль Monde Selection, Брюссель

### Dewar’s 12
Купажированный виски крепостью 40 % для создания которого используются только виски 12-летней выдержки. После купажирования виски дозревают в старых дубовых бочках ещё 6 месяцев. Каждая бутылка имеет собственный последовательный номер, нанесённый на оборотную сторону этикетки.
Дегустационное описание:
Богатый фруктовый аромат, смешанный с кишмишем и изюмом и ноткой шотландского вереска
Поначалу медовый, объёмный, закругляется насыщенным крепким вкусом и завершается продолжительным мягким ароматом
Награды:
- 2007 год — Серебряная медаль International Wine and Spirits Competition
- 2006 год — Большая Золотая медаль Monde Selection, Брюссель, Золотая медаль Продэкспо Россия, Золотая медаль Concourse Mondial, Бельгия,

Серебряная медаль International Wine and Spirits Competition, Серебряная медаль International Spirits Challenge, Серебряная медаль San Francisco World Spirits Competetion
- 2005 год — Золотая медаль Monde Selection, Серебряная медаль International Wine and Spirits Competition, Серебряная медаль International Spirits Challenge, Серебряная медаль San Francisco World Spirits Competetion
- 2004 год — Золотая медаль Продэкспо Россия

### Dewar’s Signature
Купаж выдержанного односолодового виски Aberfeldy с другими исключительно односолодовыми виски долгой выдержки, крепость 43 %. Виски разливается в бутылки имеющие индивидуальный номер и факсимиле подписи Джона Дюара на стекле.
Дегустационное описание:
Имеет мягкий, шелковистый вкус с сочными фруктовыми нотами и намеком на тёмный мед.
По словам знаменитого критика виски Джима Мюррея Dewar’s Signature является «выдающимся пополнением высших эшелонов купажированного скотча».

### Aberfeldy
Односолодовый виски выдержки 12, 14, 18 и 21 год производится на одноимённой вискикурне с 1898 года. Лишь небольшой процент от 2,5 миллионов литров виски, ежегодно производимого в винокурне Aberfeldy, выпускается в качестве односолодового виски под названием Aberfeldy. Большая часть идёт на купажирование виски Dewar’s White Label.
- Aberfeldy 12-Year-Old: односолодовый виски крепостью 40 %; на этикетке изображена местное животное — красная белка. Дегустационное описание: вереск, мед с нотками ананаса, сливочного ириса, тоста, хлебных злаков и ванили. Сладкий вкус золотого сиропа с переходом к оттенкам специй и апельсинов.
- Aberfeldy 14-Year-Old Single Cask: односолодовый виски крепостью 58,1 %; крайне редкий виски. Дегустационное описание: аромат с оттенками сухого хереса, какао и молочного шоколада с фундуком. Во вкусе ощущаются херес, патока и тёмный шоколад с фруктовым вкусом.
- Aberfeldy 18-Year-Old Single Cask: односолодовый виски крепостью 54,9 %; по информации на 2010 год было розлито 248 бутылок.[2] Дегустационное описание: сладкие медовые и цветочные ноты с солодовыми тонами и нотой полированного дерева. Ровный и округлый вкус с мягкими оттенками специй, солода и ванили. При добавлении воды появляется больше цитрусовых оттенков, а также запах дыма.
- Aberfeldy 21-Year-Old: односолодовый виски крепостью 40 %. Дегустационное описание: медовый аромат с богатой текстурой, с интенсивностью сладко-сливочного оттенка. Нотки сухофруктов и цветущего вереска, дополненные нотами поджаренного кокосового ореха.